# 중도 언약
중도 언약(Half-Way Covenant)은 1660년대에 뉴잉글랜드에 있는 회중 교회에서 교인의 회원권을 둘러싼 한 형태이다. 
그 당시 청교도 전통에 의하여 교회의 회원의 자격에는 반드시 중생의 체험이 있어야 했으며, 이 체험을 한 뒤에야 만이 세례를 받을 수 있었다.  식민지 2세대에 들어 점점 더 중생의 체험을 한 자들의 숫자가 줄자, 세례교인의 숫자가 주는 일이 발생했다.  이에 따라서, 회심하지 않은 부모의 자녀들이 세례를 받도록 용인하자는 것이 중도 언약이다.  이것을 처음 제안한 것은 리처드 매더였다. 3세대인 손자세대가 만일 부모가 조건이 충족되면 아이들이 세례를 받도록 하자는 것이었다. 이 제도에 대하여 교회는 양분되었고, 그 결과 다양한 형태의 예기치 않은 결과가 발생하였다. 몇 개의 교회(입스위치, 켐스포드)는 도체스터교회를 제외하고 이 제도를 받아들였지만, 바람직하다고 여기지 않았다. 
첫째.  중도언약을 채택하자, 점점 더 신앙을 고백하기만 하면 교회 회원권을 주게 되는 형식적인 회원권 부여가 증가하게 되었다.
둘째. 세례를 주는 데에 있어서 중생의 체험이 없어도 주게 되자, 중생이 없는 교인들이 증가하게 되었다.
세째. 이러한 결과로 다시 초기의 신앙으로 돌아가야 된다는 부흥의 열망이 싹터서 대각성운동의 밑바탕이 되었다. 

## 내용[1]
중도언약의 내용은 두가지로 구성되어 있다.
첫째. 교회들이 역사적인 신앙을 따라야 하며, 따르게 되면, 언젠가는 그것이 그들의 구원하는 믿음이 될 것이라는 소망을 가져야 한다.
둘째. 외형적인 순응을 통해 하나님의 말씀에 따라 살아야 한다. 
1. ↑  Stout, Harry S. (2012). 〈3. Sion's Out-Casts〉. 《The New England soul : preaching and religious culture in colonial New England》. Oxford: Oxford University Press. 59쪽. ISBN 978-0-19-992139-3.